# 錢伯斯 (內布拉斯加州)
錢伯斯（英語：Chambers）是位於美國內布拉斯加州霍爾特縣的村。

## 人口
根據2020年美國人口普查的數據，錢伯斯的面積為2.64平方千米，皆為陸地。當地共有人口288人，而人口密度為每平方千米109人。